# Celada

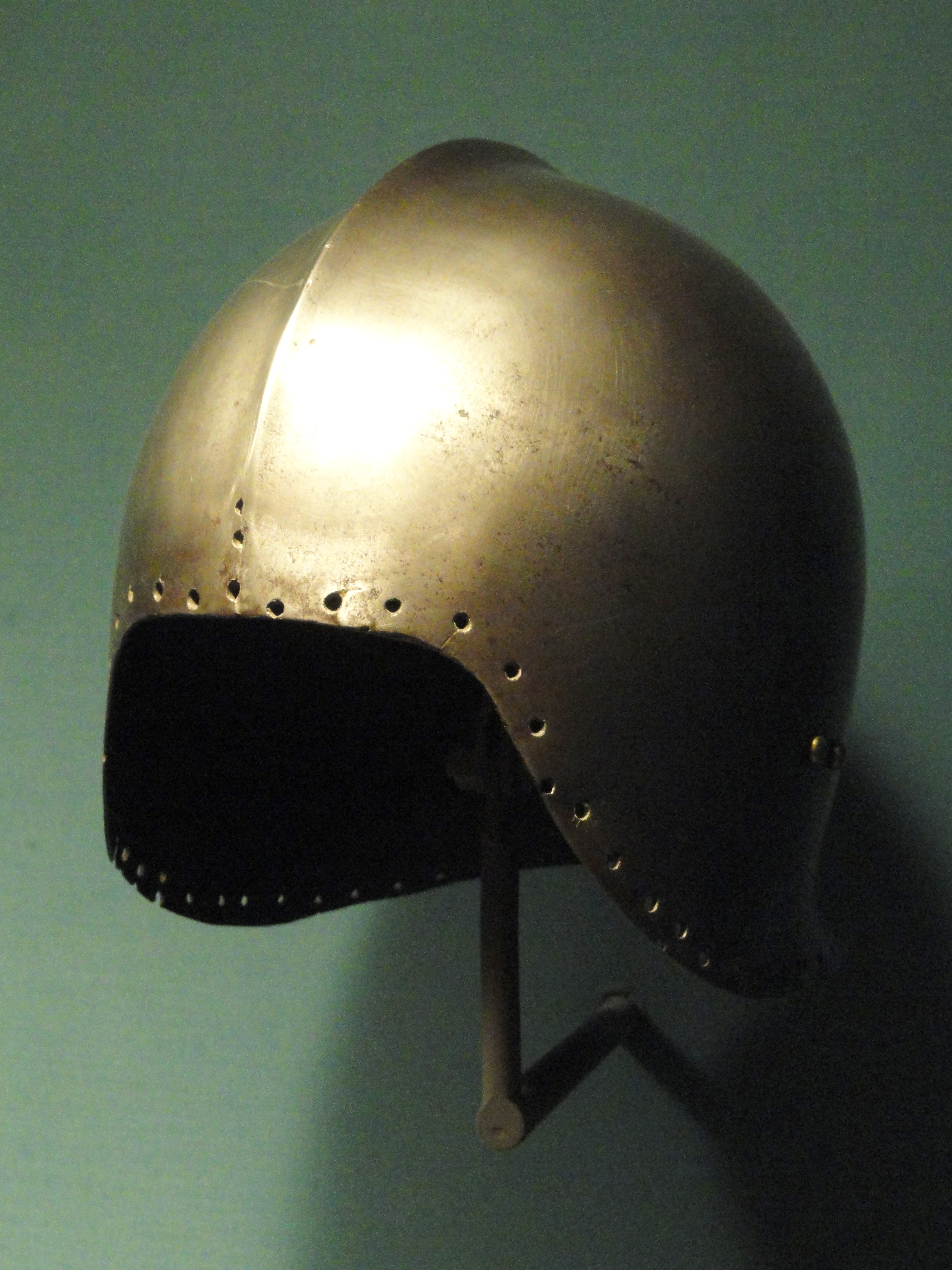
Típica celada italiana de finals del segle XV

Una celada és un tipus de casc militar usat des dels primers anys del segle xiv, una modificació o perfeccionament del bacinet i diferent de l'elm. En comptes del tapaclatell de malla que abans penjava del bacinet, s'hi van posar llavors làmines d'acer articulades i als costats s'hi va calar una visera movible que, entre la seva part superior i el frontal, deixava espai per a la visió, encara que existia el perill que per aquesta obertura hi penetrés la fulla d'una llança.
Hi havia l'anomenada descoberta, un casc d'una peça que deixava lliure el rostre i es perllongava pel darrere, formant un sobreclatell complet. D'aquest gènere era el casc que usaven els soldats d'Alfons el Magnànim amb el que apareixen representats en els baixos relleus de l'arc erigit en el seu honor a Nàpols.
A poc a poc, la celada i l'elm incrementaren les seves peces, convenientment articulades. A part de la visera mòbil que permetia descobrir la cara, es va allargar el tapaclatell amb dues o tres làmines articulades que facilitava al cavaller el poder aixecar la cara, sense tirar cap enrere la celada.
També es conserven celades amb cimera, ranures laterals i forats per fixar el plomall. Encara que la celada va ser el casc propi dels arquers i ballesters dels segles xiv i xv, també els magnats les van portar a la guerra, algunes d'elles ornamentades i enriquides.
Al segle XVI va patir una modificació radical, ja que el cos principal del casc es va fer més alt, la cimera va prendre importància, la visera es va fer fixa quedant aixecada, va disminuir el tapaclatell i van reaparèixer les jugulars. Aquesta nova forma rebé el nom de borgonyota.

## Tipus de celades
- D'encaix o encaixada: La que no té gola i encaixa sobre les espatlles. La d'encaix és la que té una peça ampla que defensa la barba i el coll i encaixa sobre la cuirassa. Entenent-ho així, s'explica, fàcilment, la reforma que en la seva defensa de cap va fer Don Quixot quan va convertir un morrió simple en celada d'encaix, afegint peces de cartó a manera de mitja celada, que encaixada amb el morrió, feia una aparença de celada sencera.
- D'engolada: La que no porta faldilla i entra en la vora de la gola.
- D'Infant: Amb visera movible i pròpia de l'arnès per combatre a peu. Tenia crestes, jugulars i alguna vegada barbot.
- De pavelló: Així nomenades a l'Inventari de les armes del Conestable de Castella, 1705.
- Celada-morrió: Folrades de vellut negre i pròpies de l'armament anomenat de Herreruela.
- Veneciana o estradiota: La que van portar a Espanya els homes d'armes que van venir amb Felip el Bell.